# Cam Barker
Cam Barker (* 4. dubna 1986, Winnipeg) je bývalý kanadský hokejista. Hrál na postu obránce. V severoamerické NHL odehrál více než tři stovky utkání, většinu za Chicago Blackhawks. Mezi lety 2013–2021 hrál v Evropě.

## Hráčská kariéra
- 2000–01 Winnipeg Rangers WBHL
- 2001–02 Cornwall Colts	CJHL, Medicine Hat Tigers WHL
- 2002–03 Medicine Hat Tigers WHL
- 2003–04 Medicine Hat Tigers WHL
- 2004–05 Medicine Hat Tigers WHL
- 2005–06 Medicine Hat Tigers WHL, Chicago Blackhawks NHL
- 2006–07 Chicago Blackhawks NHL, Norfolk Admirals AHL
- 2007–08 Chicago Blackhawks NHL, Rockford IceHogs AHL
- 2008–09 Chicago Blackhawks NHL, Rockford IceHogs AHL
- 2009–10 Chicago Blackhawks NHL, Minnesota Wild NHL
- 2010–11 Minnesota Wild NHL
- 2011–12 Edmonton Oilers NHL
- 2012–13 Texas Stars AHL, Vancouver Canucks NHL
- 2013–14 Barys Astana KHL
- 2014–15 HC Slovan Bratislava KHL
- 2015–16 HC Slovan Bratislava KHL
- 2016–17 Barys Astana KHL
- 2017–18 HC Slovan Bratislava KHL, SCL Tigers NLA
- 2018–19 Ilves-Hockey Liiga